# Abe Saperstein
Abraham Michael Saperstein (Londra, 4 luglio 1902 – Chicago, 15 marzo 1966) è stato un imprenditore, dirigente sportivo e allenatore di pallacanestro statunitense, membro del Naismith Memorial Basketball Hall of Fame dal 1971 in qualità di contributore.

## Biografia
Figlio di un sarto polacco ebreo emigrato da Londra negli Stati Uniti, Abraham Saperstein, abile e intraprendente impresario, è stato il fondatore e il coach dei Savoy Big Five, che più tardi diventeranno Harlem Globetrotters. Con il termine di "Harlem" volle indicare l'origine afro-americana dei giocatori e con quello di  "Globetrotters" la caratteristica della squadra di viaggiare per il mondo.
Nel 1979 è stato inserito nel Jewish Sports Hall of Fame.